# Thujopsis
Genre
Classification phylogénétique
Espèces de rang inférieur
- Thujopsis dolobrata

Thujopsis (prononcé "Thuyopsis") est un genre de conifères de la famille des Cupressacées (Cyprès), dont le seul membre est Thujopsis dolabrata. il est endémique au Japon, où il est nommé asunaro (あすなろ). Il est semblable au genre voisin Thuja, dont il diffère par les feuilles plus larges et plus épaisses et par les cônes épais. Il est également appelé Hiba, faux arborvitae, ou Hiba arborvitae.

## Description
Thujopsis est un arbre moyen ou grand, à feuillage persistant, pouvant atteindre jusqu'à 40 mètres de haut et 10 mètres de diamètre, avec une écorce rouge-brun pelant en bandes verticales. Les feuilles sont organisées en paires décussées, semblables à des écailles, de 3 mm de long d'un vert brillant sur le dessus, et marquées de bandes de stomates blanc vif sur le dessous. Particulièrement épaisses, elles possèdent une texture assez charnue. Les cônes sont ovoïdes, de 7 à 15 mm de long et de 6 à 10 mm de diamètre. Marron, dotés de 6 à 12 écailles, ils sont couverts d'une cire violet-blanc lorsqu'ils sont frais.

## Variétés
Il en existe deux variétés :
- Thujopsis dolabrata var. dolabrata. Au centre et au sud du Japon. Les pousses ont un branchage moins dense, avec des feuilles légèrement plus larges, des écailles de cônes beaucoup plus épais.
- Thujopsis dolabrata var. hondai. Au nord du Japon. Les pousses ont un branchage plus dense, avec des feuilles légèrement plus fines et des écailles de cônes moins épaisses.

## Usages
Il s'agit d'un arbre à la valeur ornementale reconnue, à la fois au Japon, où il est couramment planté autour des temples ou dans les jardins, mais aussi en Europe et en Amérique du Nord. Dans ces dernières régions, leur plantation est confinée aux territoires aux précipitation suffisantes ou aux jardins ayant une bonne irrigation, car l'espèce ne tolère pas la sécheresse.
Au Japon, il est parfois aussi utilisé en sylviculture pour son bois durable et parfumé, semblable au Thuja plicata.
Au Japon Thujopsis dolabrata fait partie des cinq espèces d'arbres protégés nommés les Kiso Goshinboku ou cinq arbres sacrés de Kiso.

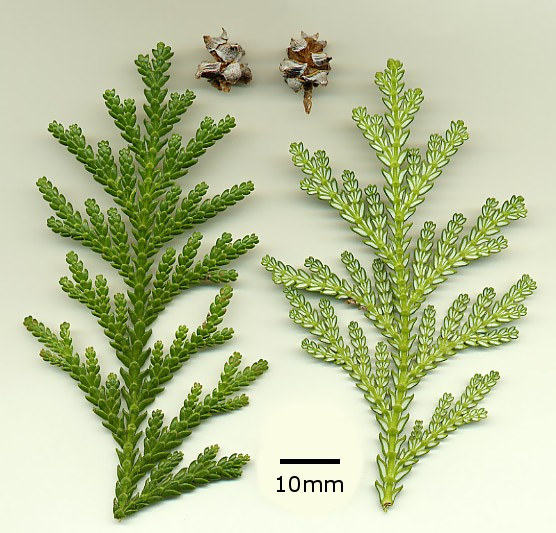
Thujopsis dolabrata : Faces supérieures et inférieures des feuilles, cônes mûrs.
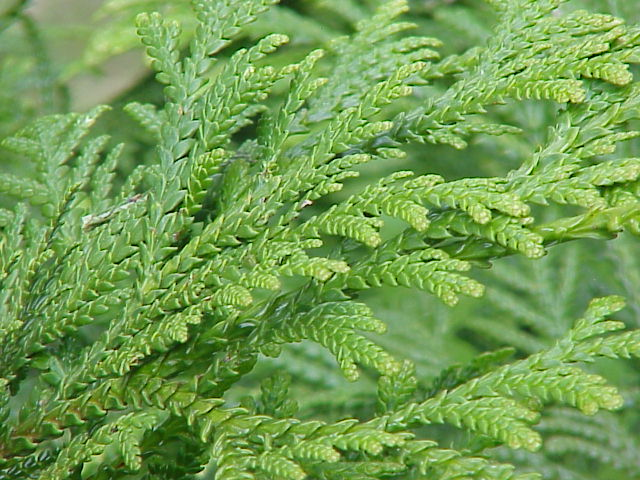
Thujopsis dolabrata feuillage
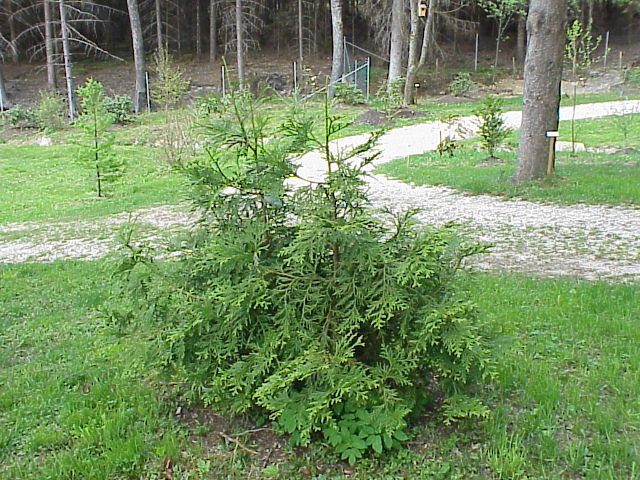
Jeune plant